# 高丽寺
高丽寺（：／），原名慧因禅院，也称慧因高丽寺、高丽华严慧因教寺，是座位于浙江省杭州市西湖西岸的佛教寺院。高丽寺曾是华严宗以及中朝佛教交流的中心，有“华严第一山”之称，因“盛于晋水禅师，名于三韩弟子”而得高丽寺之名。
高丽寺始建于927年，初由五代十国时期吴越王钱镠所建。北宋神宗末年，高丽寺成为晋水禅师净源复兴华严教的教场。高丽文宗之子义天曾在此求法，并从高丽送来在中国已失传的《华严经》。净源圆寂后，义天在高丽寺建华严经阁汇总保存经藏，完成华严中兴大业，使高丽寺成为华严宗的中心。
宋元两朝，高丽寺是中国与高丽佛教交往的中心，法脉不断。元末，高丽寺毁于战火，后在明朝中后期进行了大规模的重建。清后期，高丽寺再次毁于战火。2004年，杭州市决定在湖西综合保护工程中重建高丽寺，并将其列为湖西36处历史文化景点之一。2007年5月1日，新建成的高丽寺正式对外开放。

## 历史

### 创建

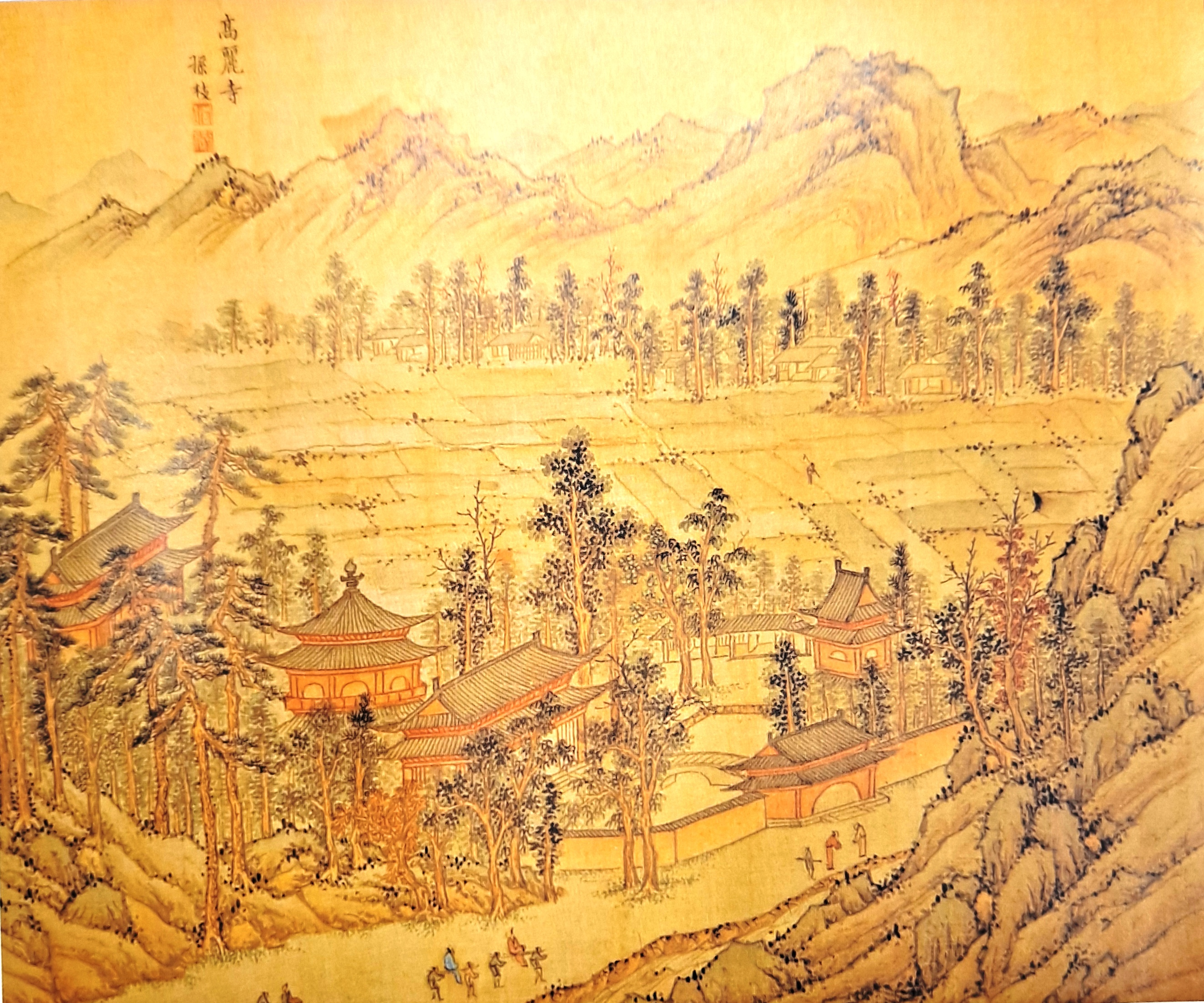
明孙枝绘《高丽寺图》（宁波天一阁博物馆）

五代十国时期，西府杭州是位于两浙地区的吴越国国都。吴越国崇尚佛教，开国国君钱镠大力兴建寺院、宝塔，倡导佛法，使当时的杭州成为“东南佛国”。927年，高丽寺由钱镠始建，初名“慧因禅院”，位于玉岑山北。高丽寺为吴越王钱镠的功德院，修有大雄宝殿、轮藏殿、天王殿等建筑，是座规模宏大的王室寺院。院内還有石柱、柱础雕刻，明末李翥修志时将这些柱础列为“慧因十景”之一。:41:15-16

### 鼎盛
北宋神宗末年，“历年沉隐”的华严教在晋水禅师净源的推动下在江浙地区开始复兴。1085年，高丽文宗之子义天慕名来杭，在净源住持的祥符寺求法:42-43:16-17。北宋朝廷对义天此行非常重视，派朝奉郎苏注为其引伴，在其到达东京汴梁后，宋哲宗和太后给予了高规格的礼遇:95-96:77-80。1086年，净源应邀接替病重的慧因禅院住持善思:43:17。义天随净源一起迁往慧因禅院，后学成归国:75-76:41。
由于唐末五代灭佛运动和连年战乱，华严经藏在宋初时期大多都已散佚。但高丽却一直保存着隋唐时期的经藏。义天在杭期间印制了许多已失传的华严经论疏钞。1087年，回到高丽的他又遣使送金书《华严经》三种译本170卷到高丽寺。1088年5月，宋哲宗批准杭州太守蒲宗孟的请求，将慧因禅院改名为“慧因教院”，完成由禅宗向华严宗的转变。同年11月，净源在寺中圆寂。1098年，义天出资二千两黄金在慧因寺修建华严经阁。他将教宗中兴后的所有经藏，包括高丽所赠经藏以及净源所置经籍凡六百函汇集一起奉于华严经阁，完成华严中兴大业。净源被誉为“中兴教主”，慧因寺成为高丽寺，并从此被誉为“华严第一山”。华严宗的中心由其发源地西北终南山移至东南西湖边:75-76:41。
南宋和元朝时期，高丽寺是两朝朝廷的“御前”功德院，备受尊宠。先后有宋宁宗赐金修阁，并御题“华严经阁”匾额，理宗赐田赐书。元世祖时期，高丽寺及其下属的法兴寺、崇光寺被免除一切杂役课税。高丽寺的一切物业都免受官民骚扰。高丽寺同时也是高丽王朝的“域外”香火院，多次得到高丽皇族的护奉与赐赏，成为宋元两朝与高丽佛教交往的中心，法脉不断。:45:19

### 衰落
元末战乱，高丽寺毁于战火。明军第二次攻打杭州后，高丽寺的建筑“十遗一二”。明初洪武年间（1368—1398年）和憲宗成化年间（1465—1487年），高丽寺曾进行过两次修缮。但到明中期正德年间（1506—1521年），高丽寺已破败不堪，“寺废僧散，文献零落，檀那功德，一切无证”。:45-46:20
明朝中后期，高丽寺在僧人、地方官吏和民间人士的资助与支持下进行了大规模的复兴。主要建筑进行了重建，“恢宏倍昔”，“几追唐宋之旧”。宋宁宗御题“华严经阁”匾额也完璧归赵:47-49:22-25。1757年，乾隆第二次下江南的时候，高丽寺被修缮为乾隆的行宫，改名为“法兴寺”。清后期，高丽寺在太平天国军队两次攻打杭州城期间尽毁:50-51:25-28。
1915年，朝鲜学者金秋溪参观高丽寺后写了一首长诗，从中可见当时的高丽寺还存有大雄宝殿、楞伽室、启圣殿等建筑。1918年，朝鲜独立运动家申圭植来到高丽寺后作《高丽寺题感》一首，次年题挂“高丽寺”。大跃进时期，高丽寺被当地双峰村改为食堂。1970年代后期成为茉莉花种植苗圃，1980年代成为锯木加工场。1996年，高丽寺的两间年久失修的厢房被大雨摧毁。2005年高丽寺内的古井因村民改建房屋而被填埋。高丽寺遗迹从此全部消失。:51-52:25-29

## 重建
2004年，杭州市决定在湖西综合保护二期工程中重建高丽寺，并将其列为湖西36处历史文化景点之一:192。经过相关的筹备工作及赴韩征求韩国佛教界特别是天台宗的意见后:216，高丽寺的重建于2005年6月正式开始施工:211。2007年5月1日，新建成的慧因高丽寺正式对外开放。
新建的慧因高丽寺占地面积约15000平方米（总建筑面积约2500平方米），规模与布局主要参照“古高丽寺图”建设，采用的是宋式建筑风格，主要建筑包括大雄宝殿、天王殿、轮藏殿、华严经阁、布置照壁、放生池等。大雄宝殿内的佛像、佛具按宋辽华严宗传统佛寺布置。轮藏殿设置木作转轮藏，以楠木雕成，高13.5米，四层五重檐，是世界最高的转轮藏。

## 历史主要建筑
- 大雄殿：始建于吴越王，规模宏大，石柱、石础雕有龙凤云雷纹饰，有“汉宫金狄”之称。[2]:54-55[3]:31-32
- 轮藏殿：始建于吴越王，明万历年间重建，与大雄殿相连，两倍于大雄殿的高度，“中设转轮，规制宏伟”，“起于园池，正犹龙藏之在”。李翥修寺志时将“轮藏凌云”列为慧因十景之一。[2]:55-56[3]:32-33
- 天王殿：始建于吴越王，毁于元末。明万历年间重建时“以玉岑紧逼无隙地，即山门为之。旁设四天王，中龛向背，俱观音像”。殿额“华严第一山”。[2]:56-58[3]:33
- 妙应殿：宋时所建放光殿，即观音殿。[2]:58[3]:33
- 华严经阁：1099年由高丽义天王子捐金二千两修建，1101年建成，是华严教中兴的典籍宝库，内藏义天所献金书《华严经》三部和其它华严教典六百多函。宋宁宗曾亲临并御题“华严经阁”匾额。华严经阁是慧因十景之“经阁幽观”。[2]:58-59[3]:34
- 高丽王祠：寺僧道麟为报义天王子恩德而设，始建于北宋，直至近代依然存在，内奉义天画像。[2]:60-61[3]:36

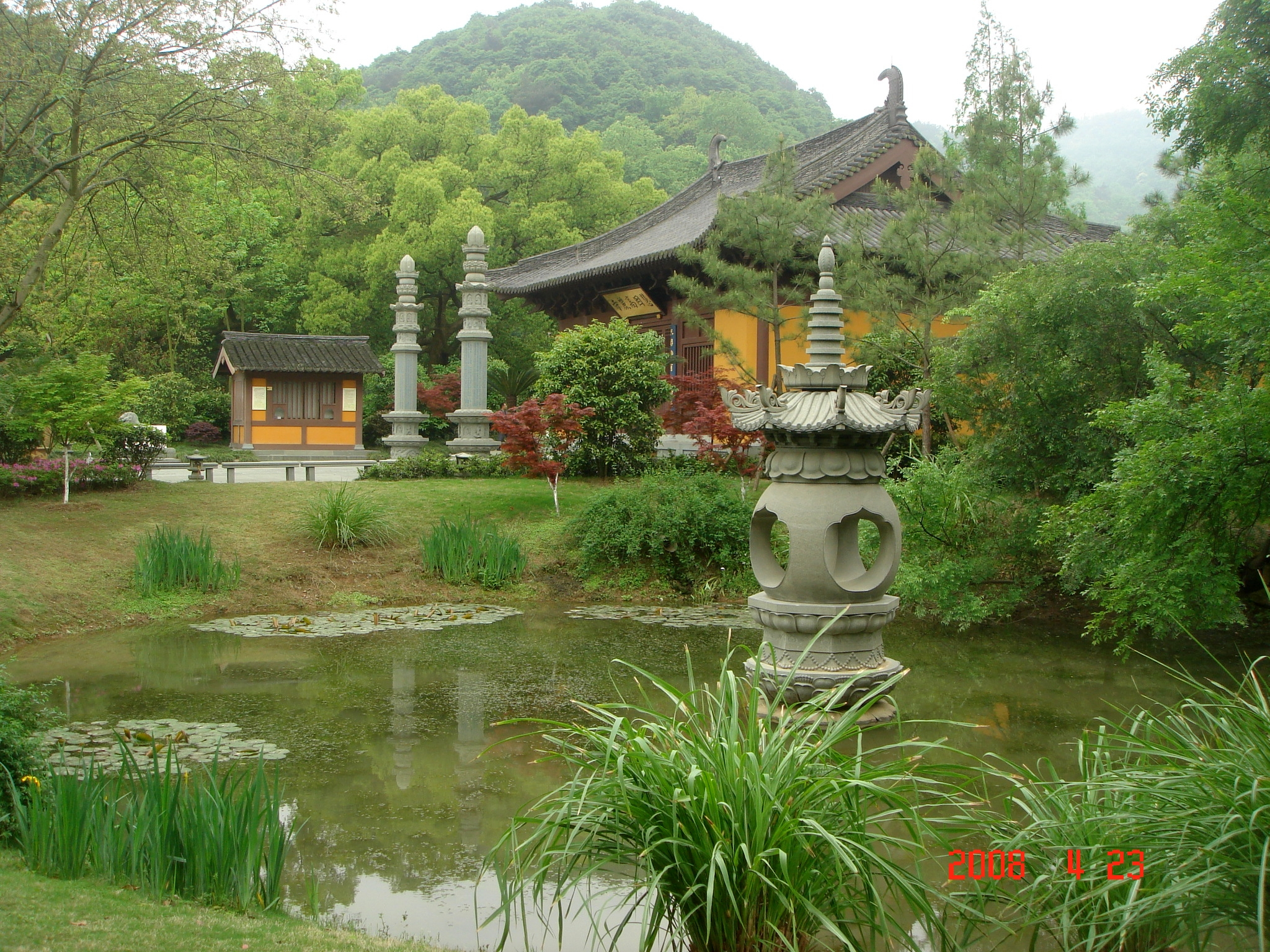
高丽寺的山门与寺庙前放生池
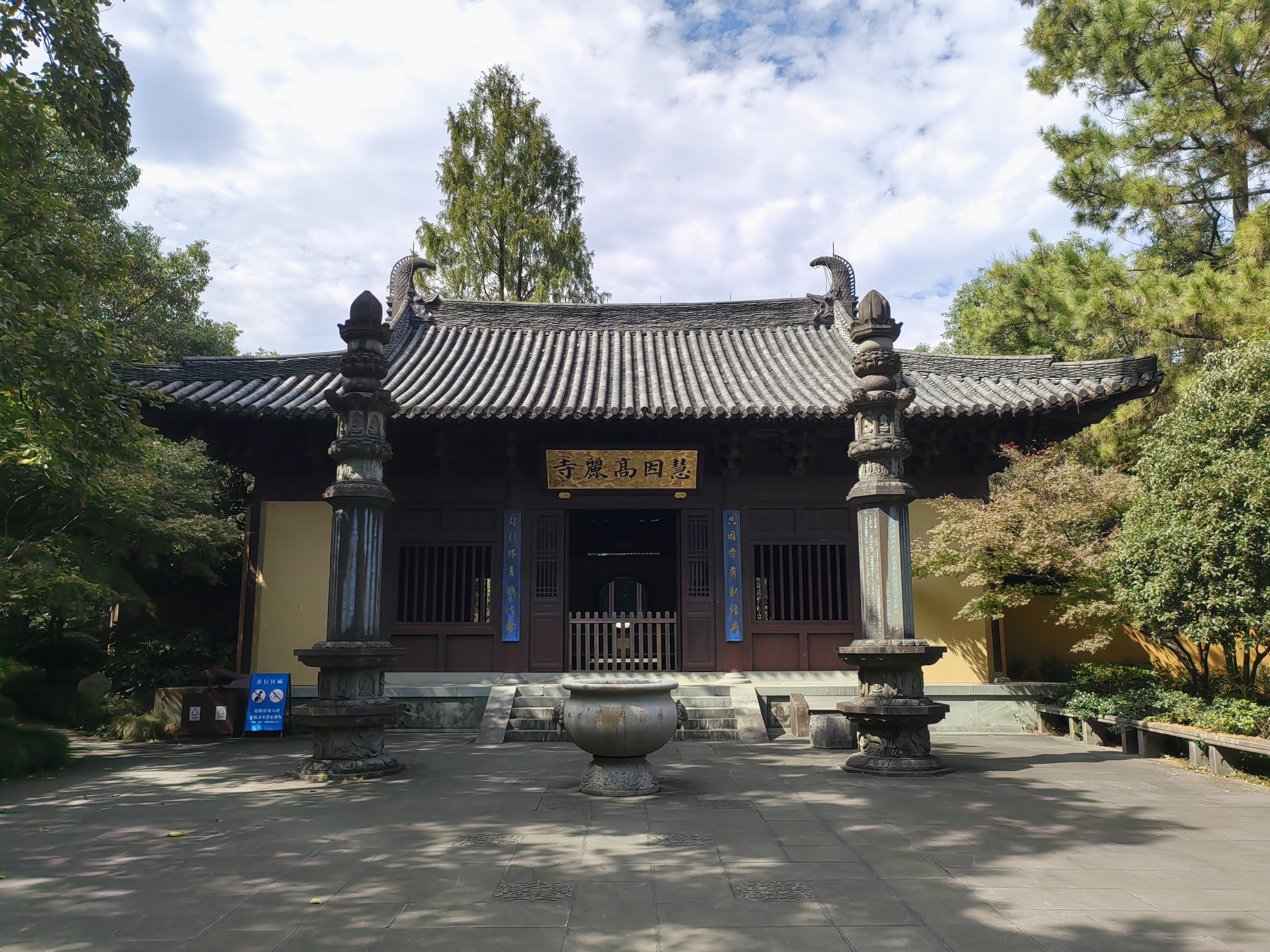
天王殿正门
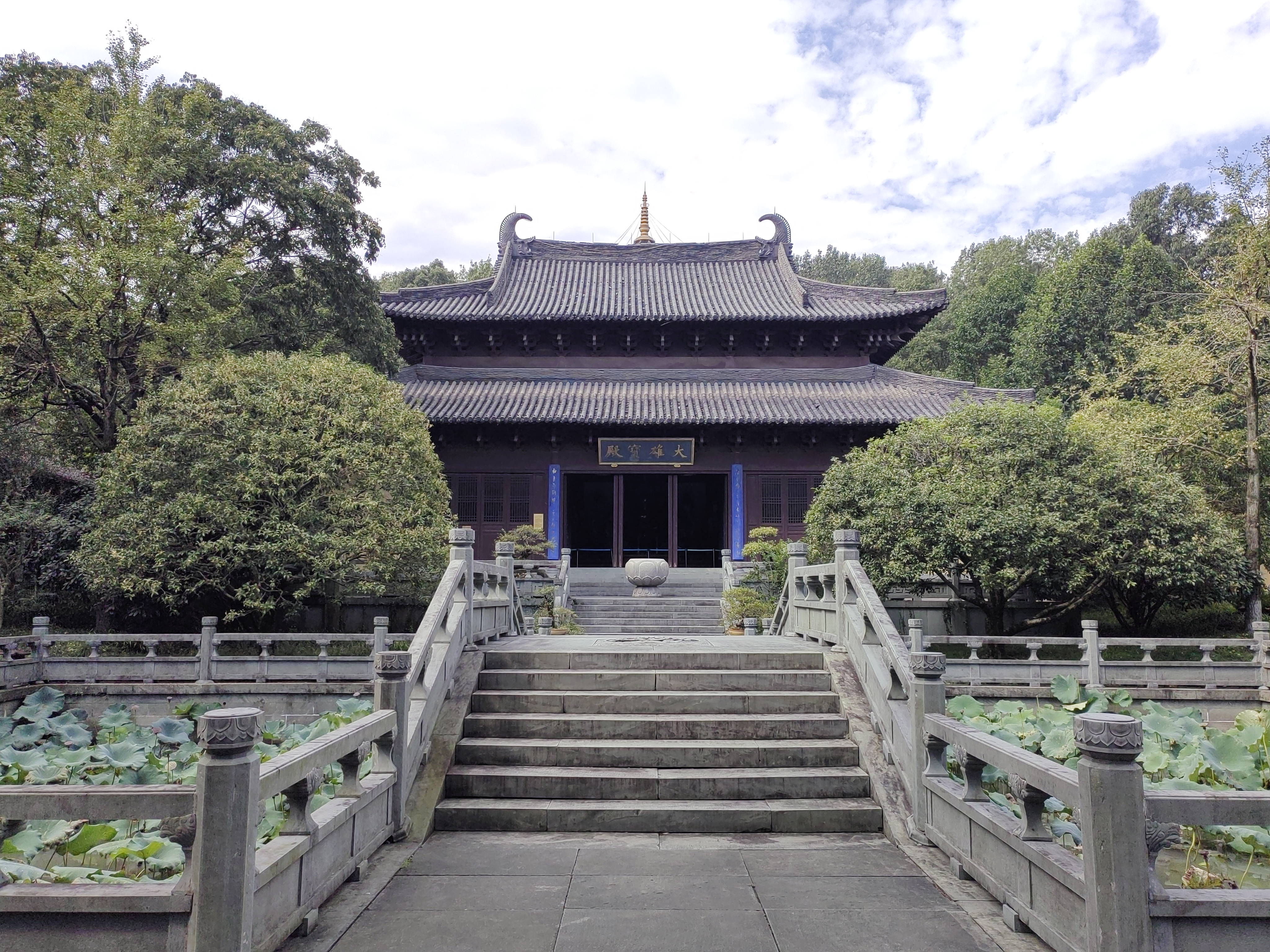
大雄寶殿及其前的水池
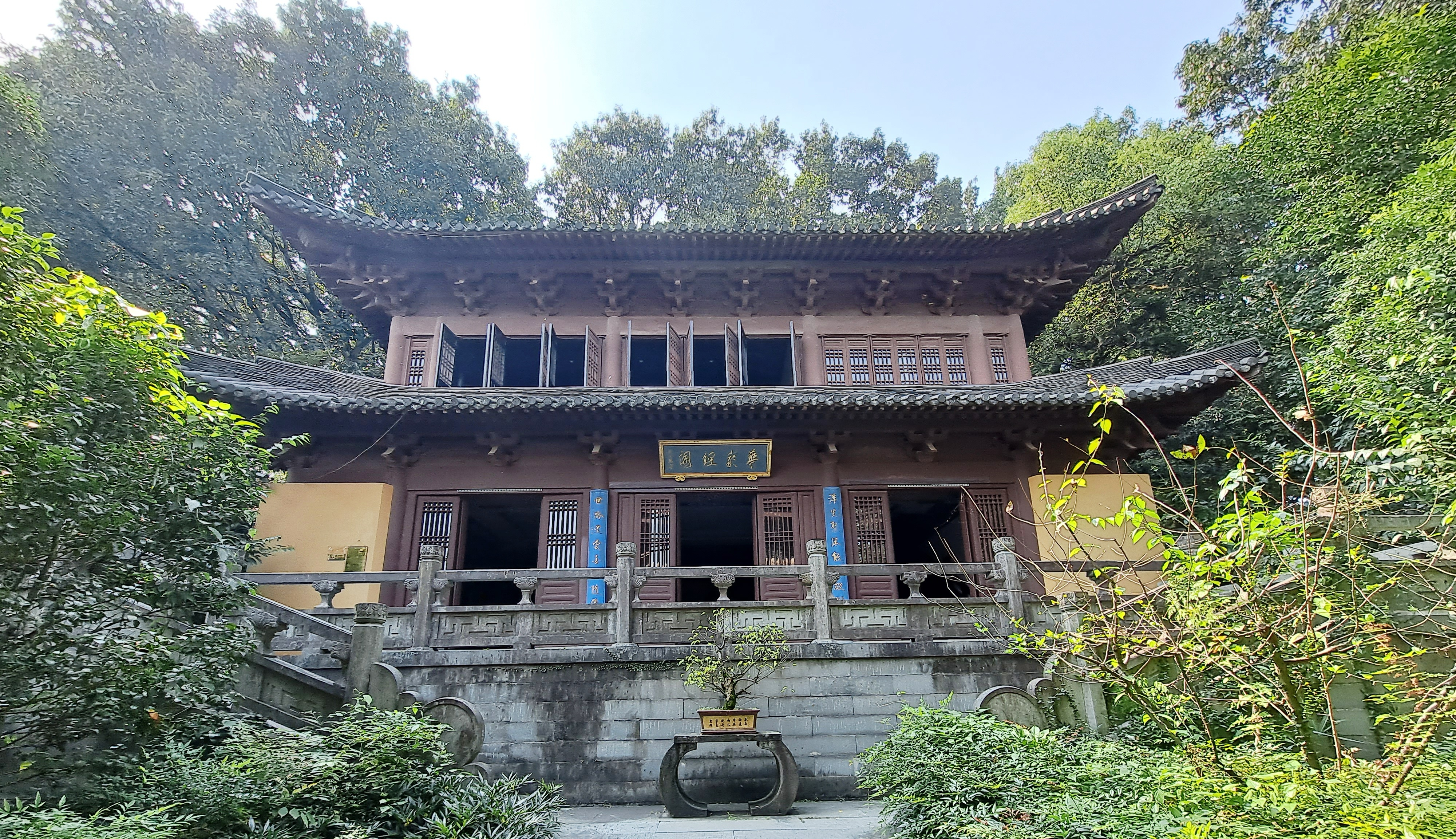
重建的华严经阁
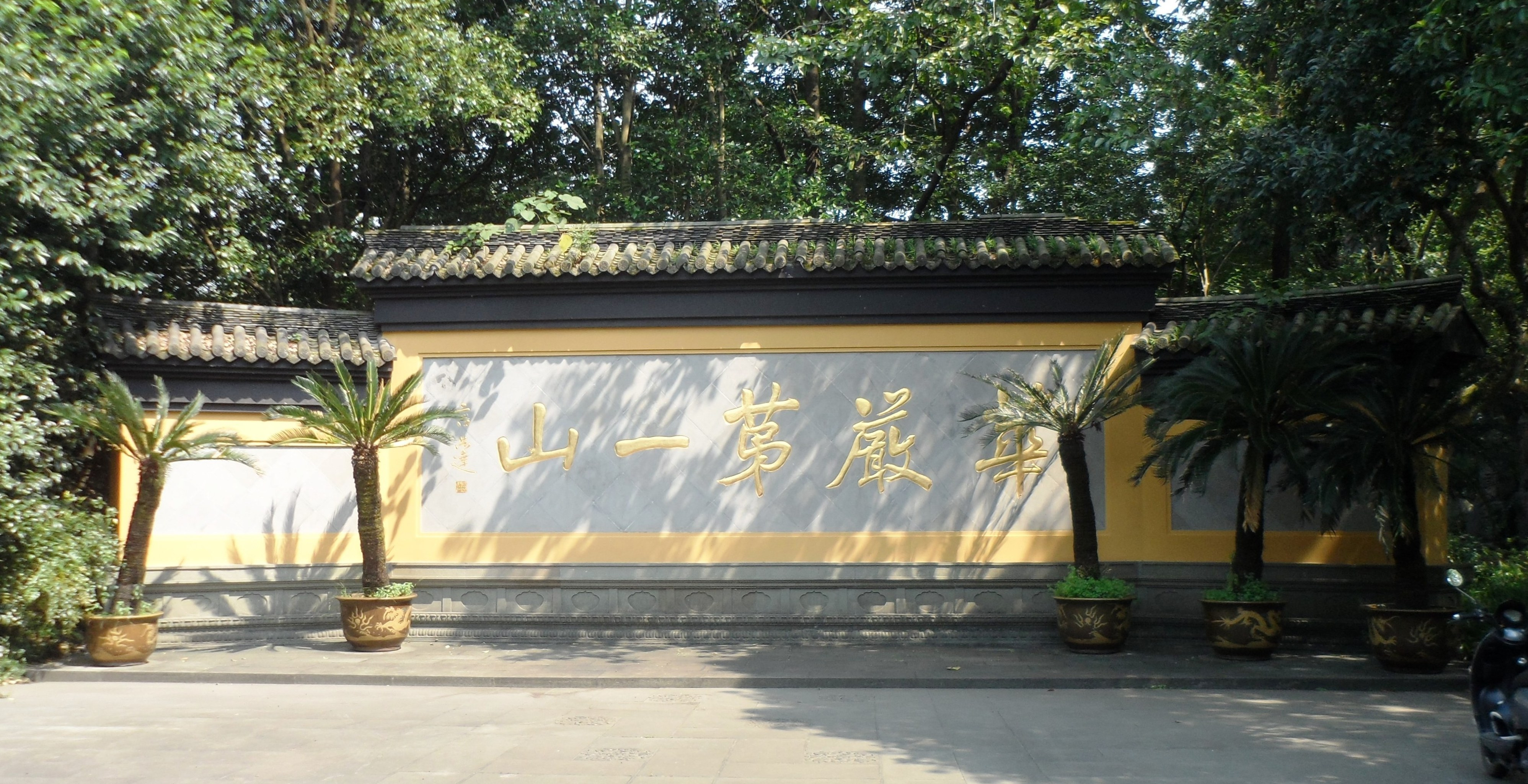
重建的华严第一山照壁
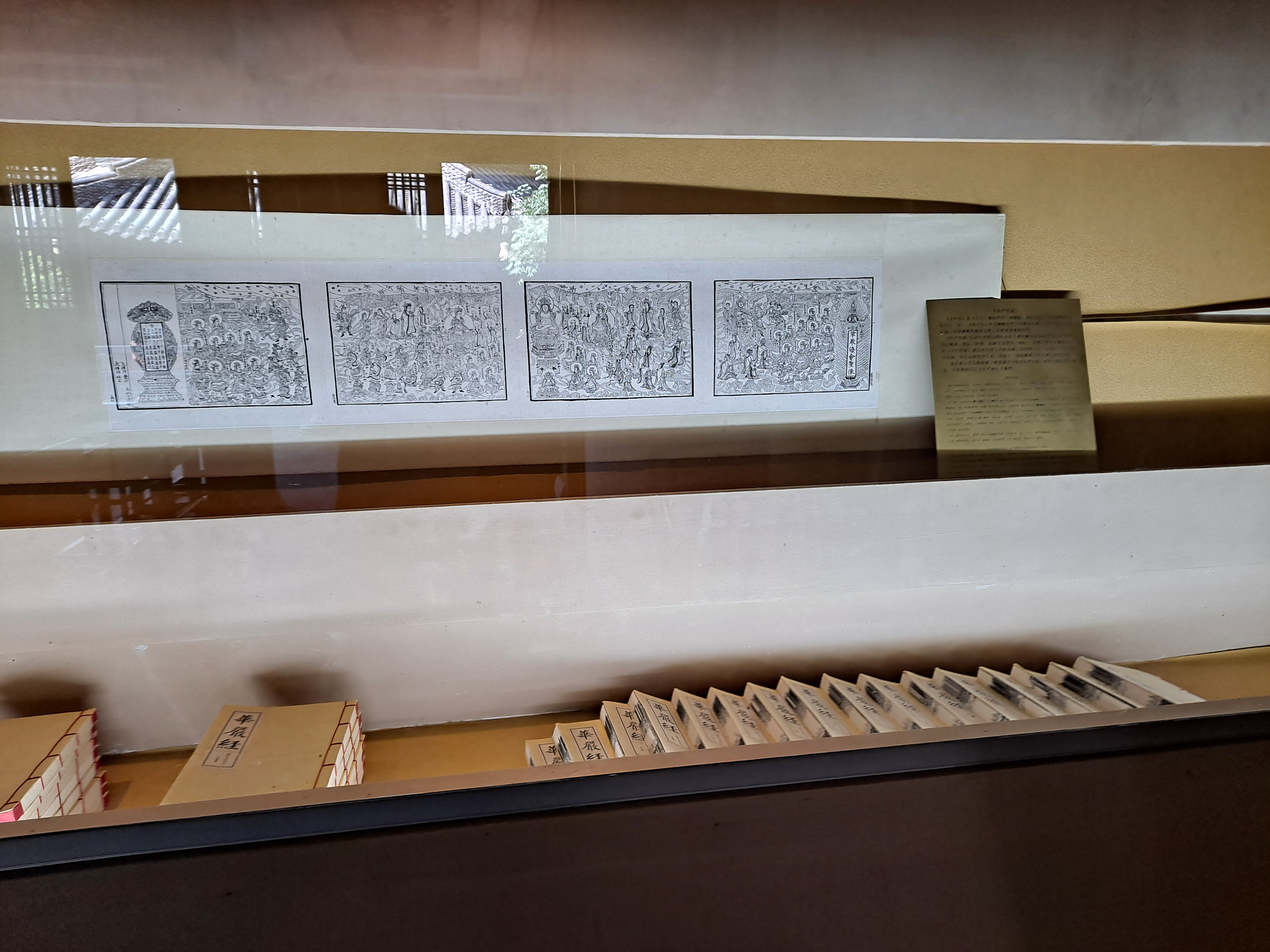
寺内展示的《华严经》副本
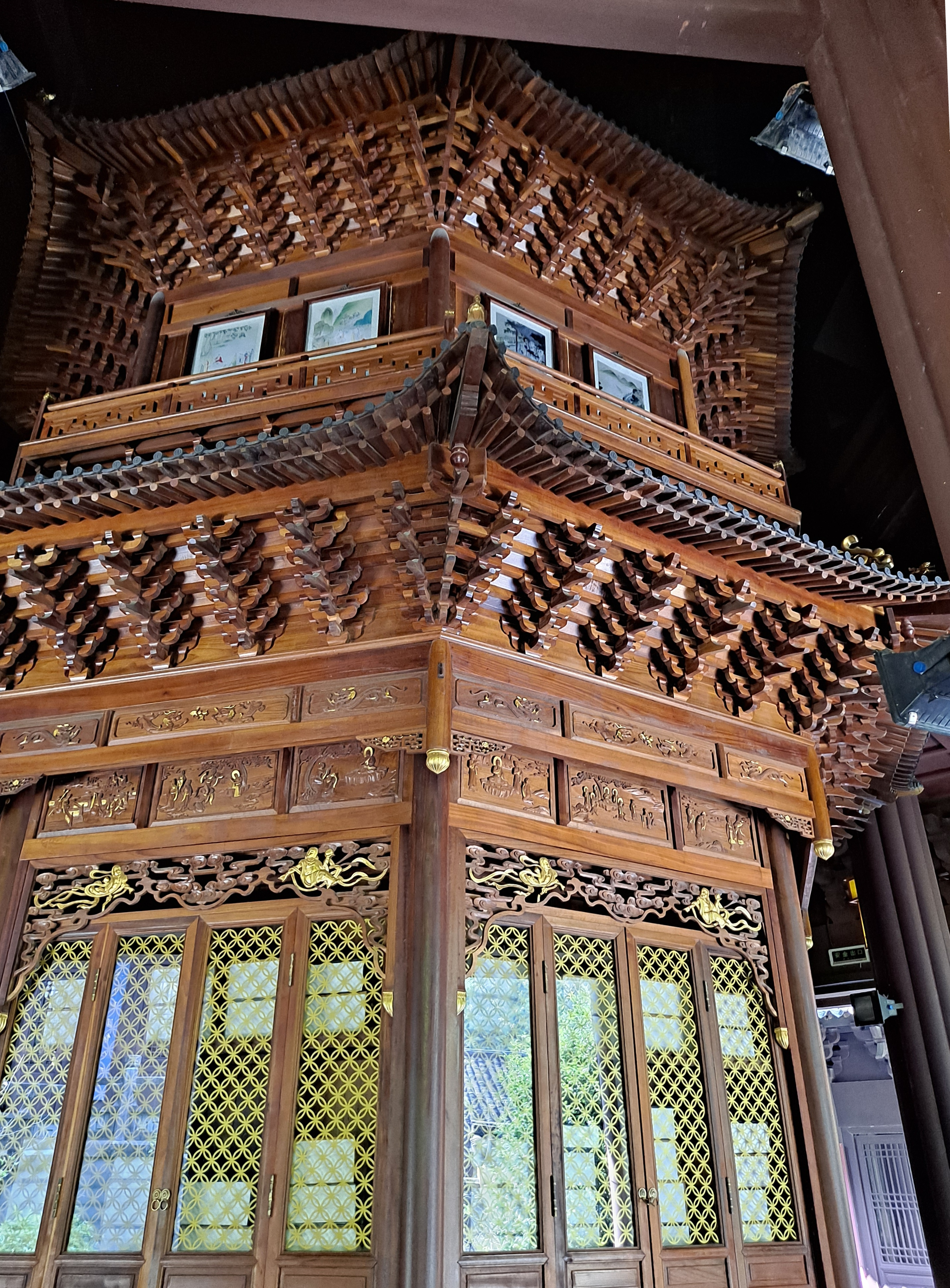
重建的轮藏殿内的轮藏经